# Bois de Boulogne (pel·lícula)
Bois de Boulogne són dues pel·lícules mudes franceses de Georges Méliès, estrenades el 1896, produïda pel Star Films: Bois de Boulogne (Porte de Madrid) i Bois de Boulogne (Touring-club). Actualment, la pel·lícula es considera perduda.